# William Hatcher
William "Will" Da Corean Hatcher (nacido el 8 de agosto de 1984 en Flint, Michigan) es un jugador de baloncesto estadounidense que actualmentese encuentra sin equipo. Con 1,88 metros de altura juega en la posición de base y escolta.

## Trayectoria
El jugador llegó a Europa en 2006, tiene experiencia con el Rhoendorf alemán, el CSU Atlassib Sibiu rumano, el BK Decin checo, el Keravnos Strovolou chipriota, el Galil Gilboa israelí y el STB Le Havre.
En la temporada 2014/15 juega en el Proximus Spirou Charleroi belga, donde promedia 7 puntos y 1.7 asistencias en 9 partidos de Eurocup. 
En 2015, el PAOK de Salónica se ha hecho con los servicios del base, que ya pasó por el club en la temporada 2012-13.